# Bulbocerca sini
Bulbocerca sini är en insektsart som först beskrevs av Chamberlin 1923.  Bulbocerca sini ingår i släktet Bulbocerca och familjen Anisembiidae. Inga underarter finns listade i Catalogue of Life.